# ウルグ・ベク天文台

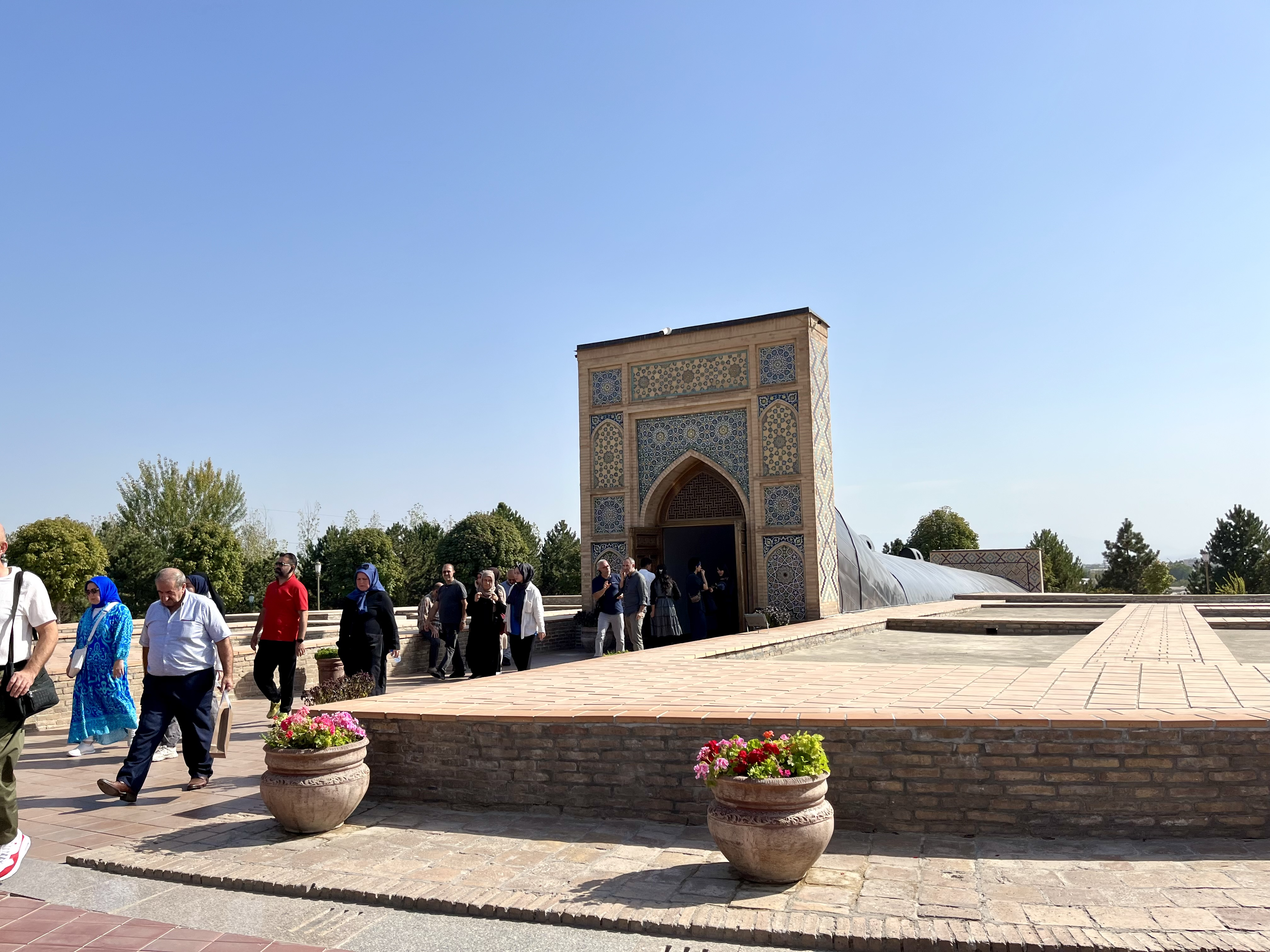
ウルグ・ベク天文台

ウルグ・ベク天文台 (英語: Ulugh Beg Observatory) は、ウズベキスタンのサマルカンドにある天文台である。ウルグ・ベク天文台はティムール朝の君主であり、天文学者でもあったウルグ・ベクにより1420年代に建設され、中世イスラム世界において有数の天文台とされている。ウルグ・ベク天文台にはジャムシード・カーシーやアリー・クシュズィー、そしてウルグ・ベク本人といった、中世イスラム世界の有名な天文学者が多数勤務していた。ウルグ・ベク天文台はウルグ・ベクの死後1449年に大部分が破壊され、約450年後の1908年に地下部分が発見されることとなった。

## 歴史と設備

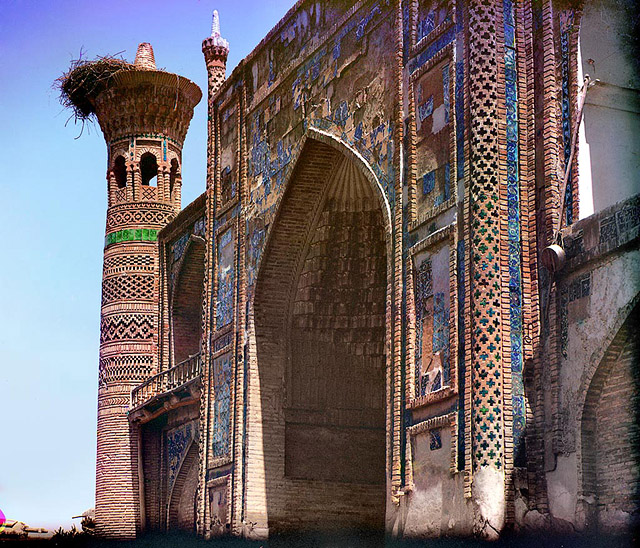
中央アジアにおいて天文学研究の中心地であったウルグ・ベク・マドラサ

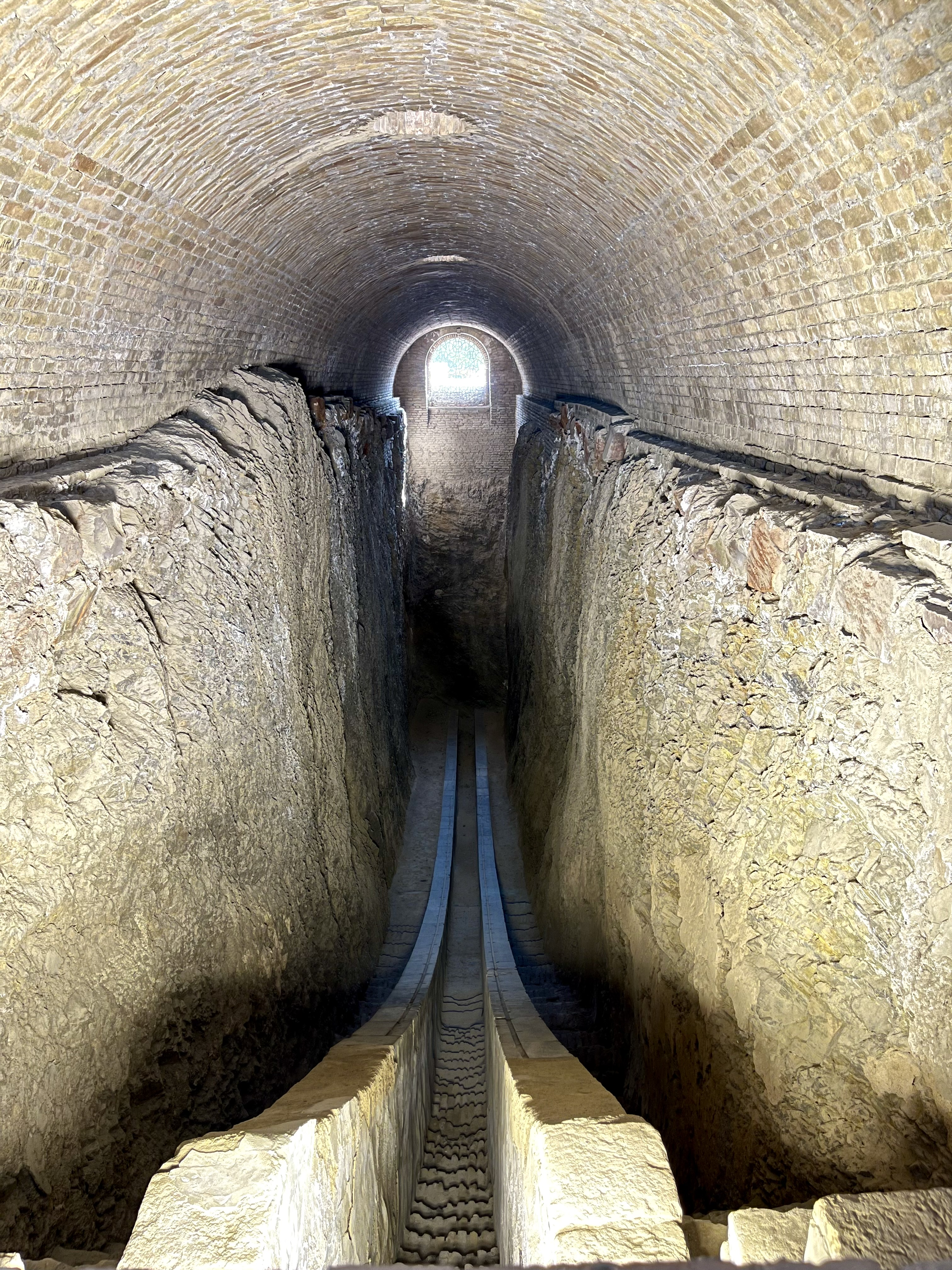
天文台の地下部分

1420年、偉大な天文学者であったウルグ・ベクはサマルカンドにマドラサを建設し、ウルグ・ベク・マドラサと名付けた。このマドラサは天文学研究の中心地としての役割を果たし、最盛期には60～70人の高名な天文学者が研究を行なっていた。1424年、ウルグ・ベクはマドラサにおける天文学研究をサポートするための天文台の建設を開始し、5年後の1429年に天文台が完成した。ウルグ・ベクはアリー・クシュズィーなどの学者とともに当時は「サマルカンド天文台」と呼ばれた施設で天体観測を行なっていた。アリー・クシュズィーはウルグ・ベクが死去するまで天文台で働いていた。
他にもカーディー・ザーダ・アッ＝ルーミー (アリー・クシュズィーの死後マドラサと天文台の長となった) やジャムシード・カーシーといった当時の一流の天文学者がウルグ・ベク天文台に集い天体観測を行なっていた。
しかし、天文台はウルグ・ベクが死去した1449年に保守的なイスラム教信者によって破壊され、サマルカンド出身のロシアの考古学者ヴァシーリー・ヴィヤトキンが天文台の正確な位置を記した文書を頼りにウルグ・ベク天文台を1908年に発見するまで全く知られることはなかった。
天文台の発掘作業を行う中で、ヴィヤトキンは天文台で使用されていた最も重要な天体観測施設である、太陽の南中を決定するための観測施設を発見した。幅2mの溝が子午線に沿って丘の地下に掘られており、溝は地中でアーチ状になっていた。今日では、天文台の位置には元の構造を示す円形の基礎部分と扉が有り、扉はファフリー (Fakhrī) の六分儀の地下部分へとつながっており、この部分には屋根がついている。六分儀は全長11mであり、かつては周りの三層構造の一番上にまで達していたが、地震から保護するため地中に配置されていた。半径は40.4mであり、当時としては世界最大の象限儀 (四分儀) であった。中世トルコの天文学者によれば子午線弧の半径は約50mであり、イスタンブールにあるハギア・ソフィアモスクのドーム部分と同じ高さであったとされている。建物の全高は21m、敷地は南北170m、東西85mに渡っていた。天文台では精密な天球儀やアストロラーベを用いた太陽、月及びその他の天体の観測が行われており、サマルカンドで働いていた天文学者は子午面上の太陽の高さと天頂と赤緯からの距離を用いて毎日の正午の正確な時刻を計算することができた。
1437年、天文台を用いた天文学的な研究により、1260～1270年代に価値のある三角関数表を作成したマラーゲ天文台において作成されたイルハン朝時代の星表を更新した。ズィージ・スルターニーには改良された惑星のパラメータと1,018個の星の座標の位置が記載されていた。これはプトレマイオスやアル・スーフィーの仕事の単なる更新ではなく、天文台における独自の観測に基づいていた。実際、ウルグ・ベクと天文台勤務の学者たちは「赤緯と赤経を用いた恒星の位置の決定」の冒頭部分において、単なる更新では見られないはずの多くの不正確な計算を行なっている。

プトレマイオスの時代までに1,022個の星が観測されていた。プトレマイオスはアルマゲストの星の一覧にこれらの名前を載せた。これらの星は六等級に分かれる。一番明るいものが一等星、一番暗いものが六等星である。それぞれの等級はさらに3つに分類される。星の確認を行うため、21個が黄道の北に、12個が黄道帯に、15個が黄道の南に位置する48個の星座について考察した。星々の大部分は星座の形をなす位置にある一方で、その近辺にある星は星座を形成しない星に指定された。アブド・アル・ラフマン・アル・スーフィーは有識者にとって有益な書物「星座の書」を著している。これらの星の位置の観測を始める前に、我々は書籍に従って星々の位置を天球儀上に配置し、我々はそれらの星の大部分が見かけの位置と異なっていることを発見した。この神の摂理を見て我々は独自に観測を行うことを決定し、スーフィーの仕事が行われた当時から星の位置が移動していることを発見した。星の位置が移動するという一般的な考察のもと星の絶対的な位置を与えると、肉眼による観測と違いがなくなった。一覧表において、我々はヒジュラ暦841年 (西暦1437年)初頭における星の位置を示した、これにより70太陽年で1度進むという仮定のもと、いついかなる時の星の位置も計算できる。

ウルグ・ベク天文台で行われたこれらの発見や研究は当時の天文学者にとって日食を予測し、日の出や天体の推移の時刻を計算する上で極めて重要なものであり、彼らは恒星年 (一年の長さに相当) を365日6時間10分8秒と計算した。これは約600年後の現代の計算によって得られる数値である365日6時間9分9.764秒と約1分しか違わないという精確さであった。1449年に天文台は破壊されたが、その後も約75年間に渡ってサマルカンドで天文学の研究が続けられた。

## ズィージ・スルターニー
ズィージ・スルターニー (ラテン文字:Zīj-i Sultānī、ペルシア語: زیجِ سلطانی) は1437年にウルグ・ベクにより出版された天体や星の一覧表 (ズィージュ、ズィージとも表記)である。これはサマルカンド天文台でウルグ・ベクの庇護のもと働いていたムスリムの天文学者グループによる合作である。これらの天文学者の中にはジャムシード・カーシーやアリー・クシュズィーなどの高名な天文学者が含まれていた。
ウルグ・ベクは太陽年の長さを365日5時間49分15秒に決定した。これは実際の値と+25秒の誤差であり、ニコラウス・コペルニクスによる計算の+30秒の誤差よりも精確な値を計算していた。ウルグ・ベクは地球の赤道傾斜角も計算しており、赤道傾斜角を23.52度と計算した。これもコペルニクスやティコ・ブラーエの計算よりも精確なものであり、現在に到るまで最も精確な値である。

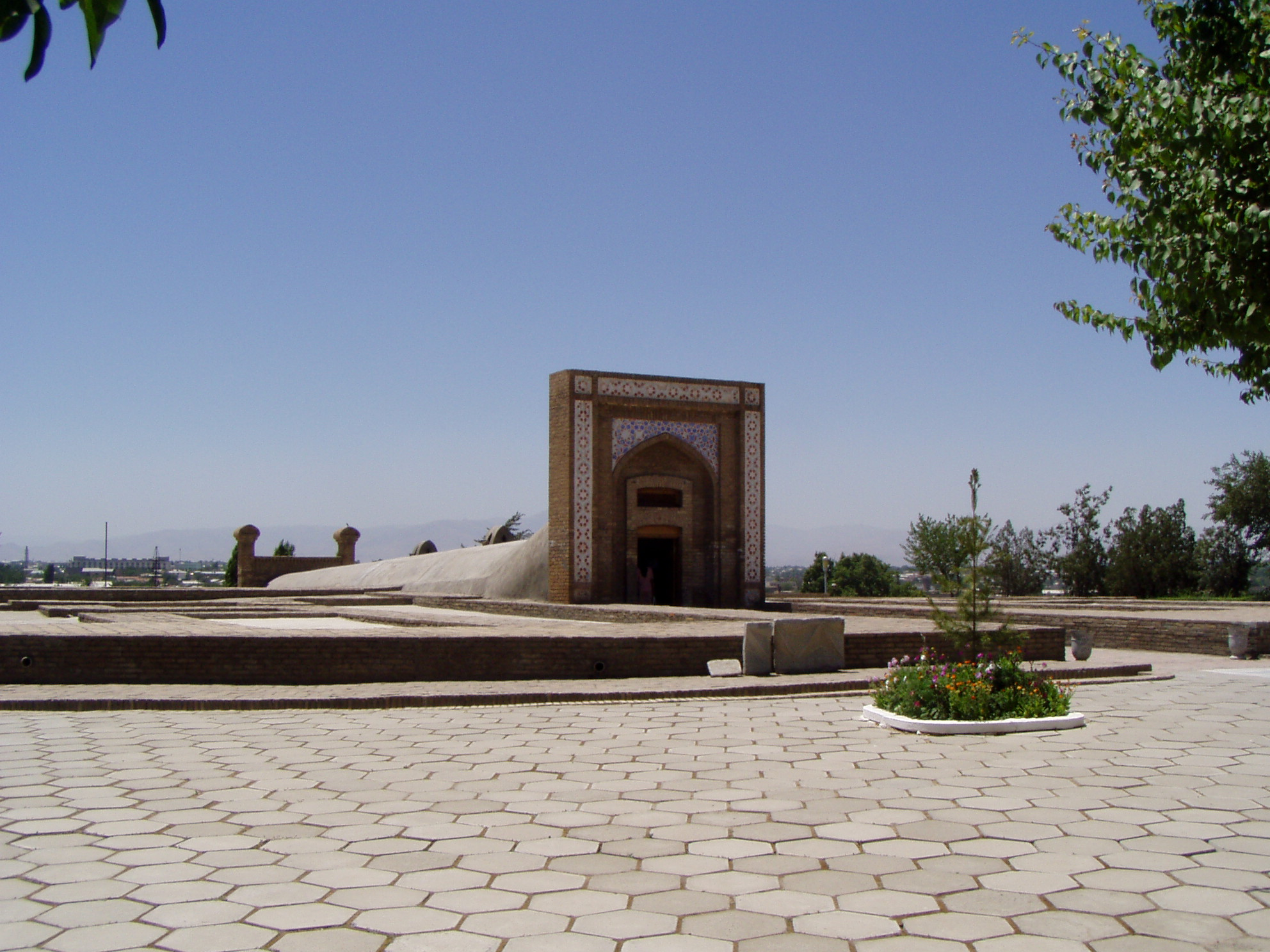
天文台の外観

## 博物館
ウルグ・ベク天文台博物館はウルグ・ベクの功績を讃えて1970年に設立された。ウルグ・ベクの星表とズィージ・スルターニーを復元したものが博物館内に展示されている。オリジナルはイギリスのオックスフォードにある。